# 板垣宏志
板垣 宏志（いたがき ひろし、1945年4月27日 - ）は、北海道出身の元ノルディック複合・スキージャンプ選手。北海道小樽潮陵高等学校、明治大学商学部卒業後、国土計画入社。
1968年グルノーブルオリンピックから3大会連続出場。
グルノーブルオリンピックは複合で出場し、得意のジャンプで2位につけたがクロスカントリーでは30位のタイムでトータル10位。
1972年札幌オリンピックでは笠谷幸生、金野昭次、青地清二、藤沢隆らと共に“7人の侍”と呼ばれたジャンプメンバーの1人で、70m級ジャンプは前日にメンバーが7人から4人に絞られ出場できなかったが、90m級ジャンプでは70m級銅メダルの青地に代わって出場。公式練習では板垣のほうが飛んでいたこともあり、青地からも「宏志、頑張れよ」と応援されたが結果は19位だった。
1976年インスブルックオリンピックでは70m級20位、90m級33位に終わる。
1974年、スウェーデン・ファルンでのノルディックスキー世界選手権90m級では33位だった。
1968年の第5回ユニバーシアード冬季競技大会で60m級ジャンプと複合の2冠に輝いている。
また1970年第6回ユニバーシアード冬季競技大会で主将を務めている。
現役引退後は小樽で父親が経営する工務店に入社し、その後1986年より社長を務めたが、2011年に破産。2002年から2010年にかけて、小樽スキー連盟第10代会長。